# Triumviri capitales
Triumviri capitales van ser uns magistrats regulars romans.
Se suposa que van començar a exercir després de l'any 292 aC a proposta de Luci Papiri, tribú de la plebs o potser pretor segons les fonts. Es podria tractar de Luci Papiri Cursor que va ser pretor el 292 aC i podria ser el que va proposar la creació d'aquests càrrecs.
Els Triumviri capitales eren elegits pels comicis amb la llei Papiria de triumviris capitalibus. Van substituir als quaestores parricidii en la major part de les seves funcions: tenien l'encàrrec d'investigar tots els crims capitals, rebre informacions i en el seu cas detenir al culpable i tancar a la presó a tots els criminals que poguessin descobrir i detenir. Els corresponia la vigilància de les presons i de les execucions. Estaven supeditats al pretor urbà. Les execucions acostumaven a ser l'estrangulament a la presó pels ciutadans romans i per les dones, i la crucifixió pels esclaus, que es realitzaven sempre sota la seva supervisió. Junt amb els edils havien de conservar la pau publica i prevenir les reunions il·legals o delictives; també imposaven els pagaments a l'estat de les multes a les que havien estat condemnats alguns ciutadans.
Feien també funcions de policia a Roma, recorrien els carrers de nit i detenien a les persones que causaven aldarulls. Com a encarregats de la vigilància de la ciutat tenien l'obligació d'acudir immediatament en cas d'incendi. Tenien la seva seu propera a la columna Maenia, dins del Comitium, al nord-est del Fòrum Romà. En temps de l'Imperi Romà, les seves funcions van ser assumides pel Prefecte de vigilància.